# Oratorio di San Silvestro (Alto Malcantone)
La chiesetta-oratorio di San Silvestro è situata a Fescoggia, frazione di Alto Malcantone in Canton Ticino.

## Storia
Fu edificata attorno al 1760, dedicata a papa Silvestro I. Fu restaurata nel 1969 e nel 1993, per riparare i danni provocati dalla caduta di un fulmine.

## Descrizione

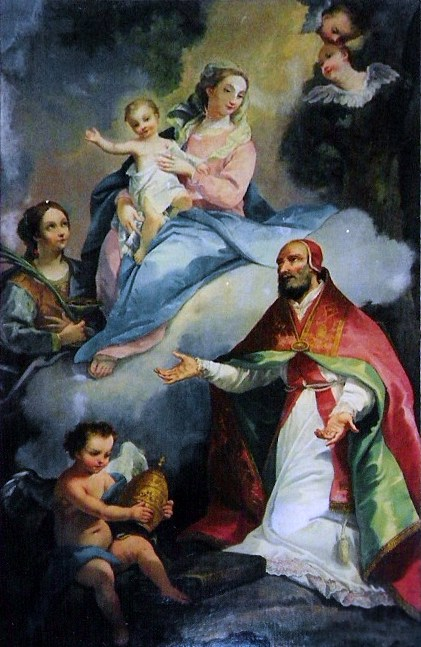
Pala del Bagutti (attr.)

L'edificio è in stile barocco a quattro campate, coperte con volta a botte. Preceduta da un piccolo sagrato, la facciata, in due ordini, presenta un portale sormontato da una finestra con cornice barocca, e si conclude con un timpano curvilineo.
L'interno custodisce l'altare in stile neoclassico sormontato da una pala raffigurante la Madonna col Bambino, san Silvestro e santa Lucia, attribuita al pittore Giovanni Battista Bagutti (1742-1823) di Rovio, eseguita tra il 1788 e il 1790.